# Джетысуйская губерния
Джетысу́йская губе́рния — административно-территориальная единица Киргизской (с 1925 — Казакской) АССР, существовавшая в 1924—1928 годах. Центр — город Алма-Ата.
Губерния образована в 1924 году из северных уездов Джетысуйской области (бывшей Семиреченской). Делилась на 4 уезда:
- Алма-Атинский уезд. Центр — город Алма-Ата
- Джаркентский уезд. Центр — город Джаркент
- Лепсинский уезд. Центр — село Лепсинское (с января 1926 года по март 1927 года Лепсинск имел статус города)
- Талды-Курганский уезд. Центр — село (с февраля 1926 года — город) Талды-Курган

3 июня 1925 года образован Чуйский район на правах уезда.
17 января 1928 года губерния была упразднена. Её территория распределена между Алма-Атинским и Семипалатинским округами.
По данным переписи 1926 года в губернии проживало 886,7 тыс. человек, в том числе казахи составляли 63,5 %; русские — 16,2 %; украинцы — 10,0 %; уйгуры — 7,0 %; татары — 1,1 %.